# Песенник Ватикана
«Пе́сенник Ватика́на» (порт. Cancioneiro da Vaticana), «Пе́сенник библиоте́ки Ватика́на» (порт. Cancioneiro da Biblioteca Vaticana), «Ватика́нский пе́сенник» или «Ватика́нский кансьоне́йру»  — рукопись первой четверти XVI века и один из трёх основных сохранившихся средневековых сборников светских кантиг на галисийско-португальском языке. Данная антология наряду с «Песенником Ажуда» и «Песенником Национальной библиотеки» является литературным памятником и одним из основных первоисточников куртуазной поэзии трубадуров и жонглёров Пиренейского полуострова начала XIII — середины XIV веков. В сборнике представлены сочинения первого и общего для пиренейских королевств Галисии, Португалии и Кастилии и Леона литературного течения — лирики на новом романском языке, в качестве которого использовался койне галисийско-португальского языка. 
Название манускрипта происходит от места его хранения в Ватиканской библиотеке под титулом Lat. 4803. В научной литературе «Ватиканский песенник» и песни из него обозначаются латинскими литерами V или CV.

## История
«Песенник Ватикана» записан по заказу итальянского гуманиста, «знатока и любителя провансальской поэзии» Анжело Колоччи (итал. Angelo Colocci) примерно в первой четверти  XVI века. Исследователи предполагают, что рукопись готовилась одновременно с «Песенником Национальной библиотеки» или немногим позднее и предназначалась в качестве подарка. По мнению специалистов, антология представляет собой копию более ранней ныне утраченной рукописи XIV века — песенника «Книги кантиг» (Livro das Cantigas), упоминаемого в завещании Педру Афонсу, 3-го графа де Барселуш (ок. 1285—1354).

## Описание
Песенник выполнен в виде пергаментного кодекса без миниатюр и орнаментации. Манускрипт содержит 200 фолио с записями текстов 1200 кантиг без музыкальной нотации. В первом полном издании Моначи 1875 года антология включала 1205 текстов на 210 листах, 17 из них были на обеих страницах частично или полностью не заполнены. Вероятнее всего, над копией работал один переписчик, на что указывает однородность почерка. Во всяком случае, рукопись выглядит гораздо чище и опрятнее, чем её «старший брат» «Песенник Национальной библиотеки».
Песни расположены по рубрикам трёх основных жанров поэзии на галисийско-португальском языке, но в них приводятся также сохранившиеся сочинения других менее распространённых жанров.  В начале представлены песни о любви (порт. cantigas de amor), затем кантиги о друге (порт. cantigas de amigo), за которыми следует рубрика кантиг насмешки и злословия (порт. cantigas de escárnio e maldizer). Составитель сделал важные исключения из правила построения по жанрам, поскольку в первом разделе записана часть кантиг насмешки и злословия кастильского короля Альфонсо X Мудрого (В 64 — В 79), за которыми следует объёмная авторская рубрика португальского короля Диниша I с его песнями о любви и о друге. Объём сборника меньше, чем «Песенника Национальной библиотеки», но некоторые кантиги представлены только в нём, и они отсутствуют в двух лиссабонских собраниях.

## «Песенник библиотеки Бэнкрофта»
В 1857 году в Мадриде бразильский дипломат Франсишку Адолфу де Варнхаген (Francisco Adolfo de Varnhagen) обнаружил в библиотеке своего друга средневековый манускрипт и снял с него копию. Как и предполагал Варнхаген, названный им «Песенник испанского гранда» (Cancioneiro de um Grande d'Hespanha) оказался частичной и зеркальной копией «Песенника Ватикана». Долгое время судьба рукописи была неизвестна, пока в 1983 году библиотека Бэнкрофта Калифорнийского университета в Беркли не приобрела с аукциона части архива одного испанского знатного семейства. В настоящее время манускрипт находится в библиотеке Бэнкрофта под номером 2 MS DP3 F3, (MS UCB 143), Vol. 131 и поэтому носит название «Песенник библиотеки Бэнкрофта», содержит 273 листа размером 335 х 230 миллиметров, вне всяких сомнений является именно тем оригиналом, с которого Варнхаген снял копию в 1857 году, назвав его «Песенником испанского гранда». Создание манускрипта датируется концом XVI — началом XVII века.

## Издания
Первые частичные издания
- Cancioneiro d’elrei D. Diniz, pela primeira vez impresso / Ed. Caetano Lopes de Moura. — 1ᵃ edição. — Paris: J. P. Aiullaud, 1847.
- Cancioneirinho de Trovas Antigas Colligidas de um Grande Cancioneiro da Bibliotheca do Vaticano / Ed. Francisco Adolfo de Varnhagen. — 2ᵃ edição mais correcta. — Viena: Typographia I. e R. do E. e da Corte, 1872. — 172 p. (1-е издание вышло в 1870 году).

Полные издания
- Il Canzoniere Portoghese della Bibliotheca Vaticana, messo a stampa / Ed. Ernesto Monaci. — Halle: Max Niemeyer, 1875. (edição diplomática)
- Cancioneiro da Vaticana / Ed. Th. Braga, Lisboa, 1878.
- Cancioneiro português da Biblioteca Vaticana (Cód. 4803). Reprodução facsimilada / Edição e prefácio de Luís Filipe Lindley Cintra. — 1ᵃ edição. — Lisboa: Centro de Estudos Filológicos. Instituto de Alta Cultura, 1973. — xviii, 456 p.

Современное электронное издание
- Lopes, Graça Videira; Ferreira, Manuel Pedro et al. Cancioneiro da Vaticana (порт.). Cantigas Medievais Galego-Portuguesas. Instituto de Estudos Medievais, FCSH/NOVA. Дата обращения: 13 марта 2018. Архивировано 26 марта 2018 года. Фолио манускрипта с текстами кантиг в порядке их появления в песеннике с указанием порядковых номеров, жанров и авторов.